# Bernard Bosquier
Bernard Bosquier (Thonon-les-Bains, 19 giugno 1940) è un ex calciatore francese, di ruolo difensore.

## Carriera
In carriera vinse cinque campionati francesi (1967, 1968, 1969 e 1970 con il Saint-Étienne; 1972 con il Marsiglia) e tre Coppe di Francia (1968 e 1970 con il Saint-Étienne; 1972 con il Marsiglia).
Fu calciatore francese dell'anno nel 1967 e nel 1968.

## Palmarès

### Club
- Campionato francese: 5

Saint-Étienne: 1966-1967, 1967-1968, 1968-1969,  1969-1970
Marsiglia: 1971-1972
- Coppa di Francia: 3

Saint-Étienne: 1967-1968, 1969-1970
Marsiglia: 1971-1972
- Supercoppa francese: 3

Saint-Étienne: 1967, 1968, 1969

### Individuale
- Calciatore francese dell'anno: 2

1967, 1968